# 2,3-Dichlorbenzonitril
2,3-Dichlorbenzonitril ist eine chemische Verbindung aus der Gruppe der aromatischen Nitrile.

## Gewinnung und Darstellung
2,3-Dichlorbenzonitril kann durch Diazotierung von 2,3-Dichloranilin mit Natriumnitrit und Salzsäure und anschließender Umsetzung des Diazoniumsalzes mit Kupfer(I)-cyanid gewonnen werden.

## Eigenschaften
2,3-Dichlorbenzonitril ist ein weißer Feststoff.

## Verwendung
2,3-Dichlorbenzonitril kann als Zwischenprodukt zur Herstellung von anderen chemischen Verbindungen, wie zum Beispiel 2,3-Dichlorbenzoesäure, verwendet werden.